# Gian Franco Svidercoschi
Gian Franco Svidercoschi (ur. 22 lipca 1936 w Ascoli Piceno) – włoski dziennikarz, pisarz, watykanista o polskich korzeniach. Były zastępca redaktora naczelnego watykańskiego dziennika L’Osservatore Romano.  

## Twórczość
Svidercoschi opublikował ponad 20 książek. Współpracował z Janem Pawłem II przy redagowaniu jego książki Dar i tajemnica. Napisał scenariusze do dwóch filmów o Janie Pawle II. W języku polskim ukazała się jego książka:
- List do przyjaciela Żyda (Lettera a un amico ebreo), Wydawnictwo M, Warszawa 1995, ISBN 83-86106-60-3.